# Polygala inaequiloba
Polygala inaequiloba är en jungfrulinsväxtart som beskrevs av Porphir Kiril Nicolai Stepanowitsch Turczaninow. Polygala inaequiloba ingår i släktet jungfrulinssläktet, och familjen jungfrulinsväxter. Inga underarter finns listade i Catalogue of Life.